# ヤエムグラ
ヤエムグラ（八重葎、Galium spurium var. echinospermon）は、アカネ科の越年草。道端の雑草としてごく普通にみられる。種子はひっつき虫の性質も持つ。

## 特徴
華奢な一年草または越年草。茎に4稜があり、葉は狭い倒卵形で6-8枚が輪生する。茎には下向きの棘があり、他の植物に寄りかかり、棘を引っ掛けながら立ち上がる。衣服などに付着するので、これを切り取って服に付ける子供の遊びがあった。また、果実には鉤状の毛が生えており、これも衣服などに付着する。これは種子散布に関係するものと思われる。

## 古典の中のヤエムグラ
万葉集で和歌に詠まれた「やえむぐら」とは、本種を指している言葉ではなく「『むぐら』と総称される各種の雑草」もしくは「それらがよく茂った状態」のことである。また、小倉百人一首にも収録されている恵慶法師の作品、
八重むぐら しげれる宿の さびしきに 人こそ見えね 秋は来にけり
に詠われている「八重むぐら」は、秋に繁茂するアサ科のカナムグラであると思われる。

## ギャラリー

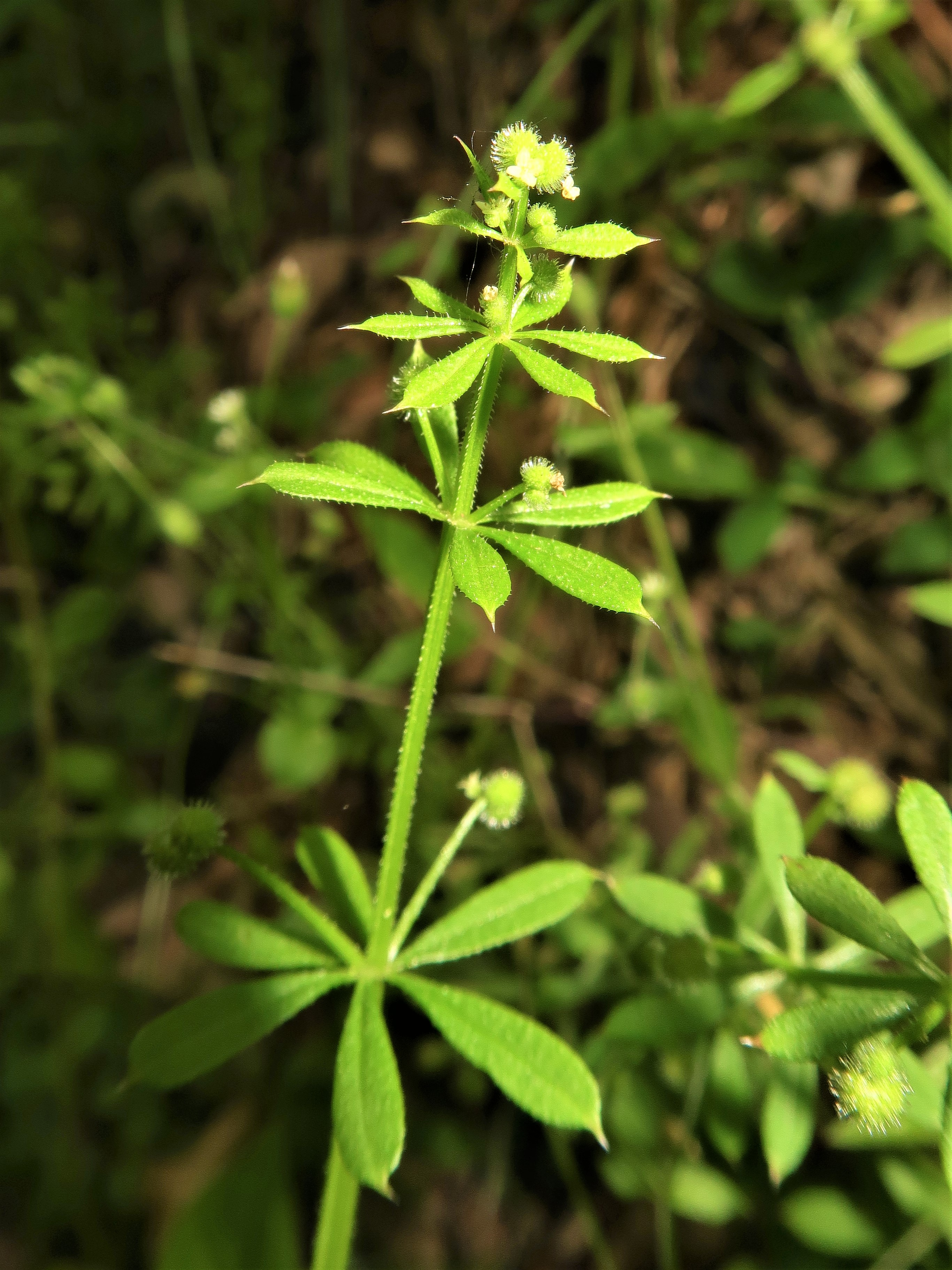
花冠は黄緑色で、小さく、杯状に4裂する。
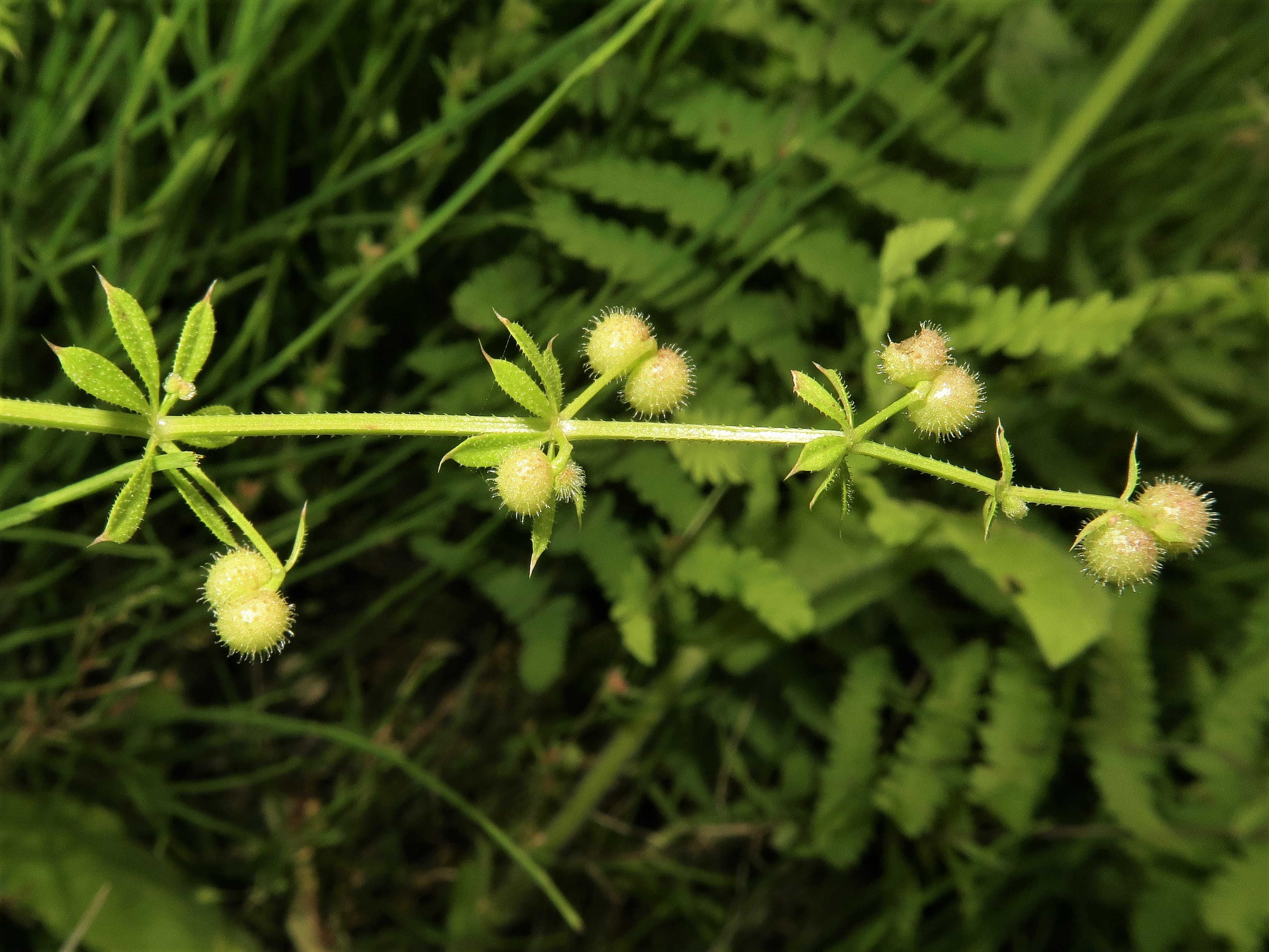
果実は径2-2.5mm、鉤状の刺がある。